# Маккаммон, Марк
Марк Маккамон (англ. Mark McCammon; род. 7 августа 1978 год, Барнет) — барбадосский футболист. Играл на позиции нападающего-таргетмена, за различные английские клубы и национальную сборную Барбадоса.

## Клубная карьера

### Первые клубы
Маккаммон провёл 6 матчей за клуб «Кембридж Юнайтед» с августа 1997 года по март 1999 года, играя без профессионального контракта. Он сыграл незначительную роль в повышении клуба во Второй дивизион в сезоне 1998/99.
Марк перешёл в клуб Премьер-лиги Чарльтон Атлетик в марте 1999 года, и сыграл за «Эддикс» пять игр после их вылета в Первый дивизион. Маккаммон был отдан в аренду клубу Суиндон Таун в январе 2000 года, и сыграл за них 4 игры, до того как вернулся в Чальтон.

### Брентфорд
Маккаммон перешёл в клуб Второго дивизиона «Брентфорд» в июле 2000 года за сумму около 100 000 евро. Он забил 6 мячей в 33 матчах за клуб в своем первом сезоне. В следующем сезоне Марк провел 14 матчей в лиге, а также вышел на замену в финальном матче плей-офф на 70 минуте.
В сезоне 2002/03 Маккаммон сыграл 41 матч за клуб и забил 9 мячей в ворота соперников во всех турнирах. Однако, он не закончил сезон в Брентфорде, так как перешёл в марте 2003 года в клуб Первого дивизиона «Миллуолл».

### Миллуолл
В своем первом полноценном сезоне Марк провел за Миллуолл только 7 матчей. Самым значимым событием сезона для Марка стал конфликт с товарищем по команде шестнадцатилетним Мозесом Ашикоди, который, как сообщалось, угрожал Маккаммону пластиковым ножом. По итогам клубного расследования, Ашикоди покинул клуб 29 апреля 2004 года по обоюдному согласию. Маккаммон вышел на замену в финальном матче Кубка Англии 2004 на 75 минуте, но это не помогло его команде, Миллуолл проиграл клубу Манчестер Юнайтед со счетом 3:0.

### Брайтон энд Хоув Альбион
Ограничившись восемью выступлениями за «Миллуолл» в сезоне 2004/05, Маккаммон перешёл в декабре 2004 года на правах аренды в клуб «Брайтон энд Хоув Альбион», соперника Миллуоллу по Чемпионшипу. Он подписал полноценный контракт с Брайтоном в феврале 2005 года, однако вскоре получил травму. Оправившись от тяжелой травмы голеностопа, Маккаммон перестал попадать в состав команды, и поэтому в январе 2006 года отправился на просмотр в клуб Уотфорд, а в следующем месяце перешел на правах аренды в клуб Первой лиги Бристоль Сити, после того как главный тренер Уотфорда Эйди Бутройд не проявил интереса к нападающему. Арендное соглашение было продлено до конца сезона 2005/06, несмотря на постоянные боли в спине нападающего. Маккаммону летом не был предложен постоянный контракт в Бристоле, и он вернулся в «Брайтон энд Хоув Альбион», который выбыл из Чемпионшипа по итогам сезона.

### Донкастер Роверс
Маккаммон перешёл в клуб «Донкастер Роверс» в августе 2006 года, после удачного просмотра в клубе, и был уверен в успешном для себя будущем в новой команде. Марк удостоился чести стать первым игроком, забившим гол на поле нового стадиона Кипмот Стэдиум, забив гол на девятой минуте, в матче против Хаддерсфилд Таун 1 января 2007 года. В сезоне 2006/07 он забил 5 голов в тридцати матчах за Донкастер, пропустив концовку сезона из-за травмы плеча.
Маккаммон забил 8 мячей в сорока играх сезона 2007/08, в котором клуб добился права выступать в Чемпионшипе. Однако Марк отклонил новый контракт с «Донкастер Роверс» по итогам сезона.

### Джиллингем
Он подписал трёхлетний контракт с клубом Второй лиги «Джиллингем» в июле 2008 года. Главный тренер команды Марк Стимсон надеялся, что Маккаммон сможет заменить ушедшего Делроя Фейси. Оправившись от предсезонной травмы, Маккамон забил 5 голов в 35 матчах за клуб в сезоне 2008/09, а также вышел на замену в победном матче финала плей-офф Второй лиги против клуба Шрусбери Таун.
В поисках игровой практики Маккаммон отправился в аренду на один месяц в клуб «Брэдфорд Сити» в феврале 2010 года. Далее он отказался от аренды в клубы «Ротерем Юнайтед» и Дувр Атлетик, в итоге проведя за сезон всего 25 игр.
Маккамон пытался доказать свою значимость для команды новому главному тренеру «Джиллингема» Энди Хессентелеру в сезоне 2010/11. Но, проведя за сезон всего 6 игр, был отпущен из клуба по окончании контракта.

### Последние годы
Летом 2011 года Маккаммон проходил просмотр в клубах «Кру Александра» и «Порт Вейл».
В октябре он присоединился к клубу «Брейнтри Таун», где смог отличиться в своём первом матче за клуб против «Бат Сити». В марте 2012 года Марк перешёл в клуб «Линкольн Сити», где снова смог забить гол в дебютном для себя матче против «Мансфилд Тауна», выйдя на замену, а также в первом для себя матче в стартовом составе против клуба «Ньюпорт Каунти».
В феврале 2012 года Маккаммон подал иск против «Джиллингема» в комиссию по трудовым спорам, обвинив клуб в расовой дискриминации. Он заявил, что Энди Хессентелер был «расово нетерпим» (racially intolerant) и что клуб препятствовал его уходу. Суд установил, что Маккаммон действительно стал жертвой расовой дискриминации.

## Карьера в сборной
Маккаммон провёл пять матчей за сборную Барбадоса, в которых забил четыре мяча. Впервые он отличился 22 сентября 2006 года в матче против сборной Антигуа и Барбуды в первом квалификационном раунде Карибского кубка 2007. Двумя днями позже Марк сделал «хет-трик» в матче против сборной Ангильи, закончившимся самой крупной в истории победой сборной Барбадоса 7:1.
В 2008 году Маккаммон был вызван в сборную на матчи Второго раунда квалификации на ЧМ2010 против сборной США.

## Достижения
«Миллуол»
- Финалист Кубка Англии 2003/2004